# Кеньон, Шеррилин
Шеррилин Кеньон (англ. Sherrilyn Kenyon; род. 1965) — американская писательница.
Под своим настоящим пишет произведения в жанре городского фэнтези, наибольшей известностью из которых пользуется серия о Тёмных охотниках. Под псевдонимом Кинли МакГрегор автор также публиковала исторические романы с элементами сверхъестественного. Романы Кеньон заслужили международную известность. Было издано свыше 30 миллионов копий более чем в 100 странах. Книги, выпущенные под обоими именами занимали места в верхних строчках рейтингов The New York Times, Publishers Weekly и USA Today, а также среди бестселлеров в Германии, Австралии и Великобритании.